# Ceratozamia
Genre
Synonymes
- Dispacozamia Lehm.[2]

Ceratozamia est un genre de plantes de l'ordre des Cycadales et de la famille des Zamiaceae.

## Liste des espèces et variétés
Selon BioLib (10 octobre 2019) :
- Ceratozamia alvarezii Pérez-Farr. Vovides & Iglesias
- Ceratozamia beccarae Pérez-Farr. Vovides & Schutzman
- Ceratozamia euryphyllidia Vázq. Torres, Sabato & D.W. Stev.
- Ceratozamia fusco-viridis D. Moore
- Ceratozamia hildae G.P. Landry & M.C. Wilson
- Ceratozamia huastecorum S. Avendaño, Vovides & Cast.- Campos
- Ceratozamia kuesteriana Regel
- Ceratozamia latifolia Miq.
- Ceratozamia matudae Lundell
- Ceratozamia mexicana Brongn.
- Ceratozamia microstrobila Vovides & J.D. Rees
- Ceratozamia miqueliana H. Wendl.
- Ceratozamia mirandae Vovides, Pérez-Farr. & Iglesias
- Ceratozamia mixeorum Chemnick & T.J. Greg. & S. Salas- Mor.
- Ceratozamia morettii Vázq. Torres & Vovides
- Ceratozamia norstogii D.W. Stev.
- Ceratozamia robusta Miq.
- Ceratozamia sabatoi Vovides., Vázq. Torres, Schutzman & Iglesias
- Ceratozamia whitelockiana Chemnick & T.J. Greg.
- Ceratozamia zaragozae Medellín-Leal
- Ceratozamia zoquorum Pérez-Farr., Vovides & Iglesias

Selon Catalogue of Life (10 octobre 2019) :
- Ceratozamia alvarezii Pérez-Farr., Vovides & Iglesias
- Ceratozamia brevifrons Miq.
- Ceratozamia chamberlainii Mart.-Domínguez, Nic.-Mor. & D.W.Stev.
- Ceratozamia chimalapensis Pérez-Farr. & Vovides
- Ceratozamia decumbens Vovides, Avendaño, Pérez-Farr. & Gonz.-Astorga
- Ceratozamia delucana Vázq.Torres, A.Moretti & Carvajal-Hern.
- Ceratozamia euryphyllidia Vázq.Torres, Sabato & D.W.Stev.
- Ceratozamia fuscoviridis W.Bull
- Ceratozamia hildae G.P.Landry & M.C.Wilson
- Ceratozamia hondurensis J.L.Haynes, Whitelock, Schutzman & R.S.Adams
- Ceratozamia huastecorum Avendaño, Vovides & Cast.-Campos
- Ceratozamia kuesteriana Regel
- Ceratozamia latifolia Miq.
- Ceratozamia matudae Lundell
- Ceratozamia mexicana Brongn.
- Ceratozamia microstrobila Vovides & J.D.Rees
- Ceratozamia miqueliana H.Wendl.
- Ceratozamia mirandae Vovides, Pérez-Farr. & Iglesias
- Ceratozamia mixeorum Chemnick, T.J.Greg. & Salas-Mor.
- Ceratozamia morettii Vázq.Torres & Vovides
- Ceratozamia norstogii D.W.Stev.
- Ceratozamia robusta Miq.
- Ceratozamia sabatoi Vovides, Vázq.Torres, Schutzman & Iglesias
- Ceratozamia santillanii Pérez-Farr. & Vovides
- Ceratozamia subroseophylla Mart.-Domínguez & Nic.-Mor.
- Ceratozamia tenuis (Dyer) D.W.Stev. & Vovides
- Ceratozamia totonacorum Mart.-Domínguez & Nic.-Mor.
- Ceratozamia vovidesii Pérez-Farr. & Iglesias
- Ceratozamia whitelockiana Chemnick & T.J.Greg.
- Ceratozamia zaragozae Medellín
- Ceratozamia zoquorum Pérez-Farr., Vovides & Iglesias

Selon GRIN (10 octobre 2019) :
- Ceratozamia alvarezzi Pérez-Farrera & al.
- Ceratozamia becerrae Pérez-Farrera & al.
- Ceratozamia euryphyllidia Vázq. Torres & al.
- Ceratozamia hildae G. P. Landry & M. C. Wilson
- Ceratozamia huastecorum Avendaño & al.
- Ceratozamia kuesteriana Regel
- Ceratozamia latifolia Miq.
- Ceratozamia matudae Lundell
- Ceratozamia mexicana Brongn.
- Ceratozamia microstrobila Vovides & J. D. Rees
- Ceratozamia miqueliana H. Wendl.
- Ceratozamia mirandae Vovides & al.
- Ceratozamia mixeorum Chemnick & al.
- Ceratozamia morettii Vázq. Torres & Vovides
- Ceratozamia norstogii D. W. Stev.
- Ceratozamia robusta Miq.
- Ceratozamia sabatoi Vovides & al.
- Ceratozamia spp.
- Ceratozamia whitelockiana Chemnick & T. J. Greg.
- Ceratozamia zaragozae Medellin-Leal
- Ceratozamia zoquorum Pérez-Farrera & al.

Selon ITIS (10 octobre 2019) :
- Ceratozamia alvarezii Pérez-Farr., Vovides & Iglesias
- Ceratozamia becerrae Pérez-Farr., Vovides & Schutzman
- Ceratozamia brevifrons Miq.
- Ceratozamia chimalapensis Pérez-Farr. & Vovides
- Ceratozamia decumbens Vovides, Avendaño, Pérez-Farr. & Gonz.-Astorga
- Ceratozamia euryphyllidia Vázq. Torres, Sabato & D.W. Stev.
- Ceratozamia fuscoviridis Moore
- Ceratozamia hildae G.P. Landry & M.C. Wilson
- Ceratozamia hondurensis J.L. Haynes, Whitelock, Schutzman & R.S. Adams
- Ceratozamia huastecorum Avendaño, Vovides & Cast.-Campos
- Ceratozamia kuesteriana Regel
- Ceratozamia latifolia Miq.
- Ceratozamia matudae Lundell
- Ceratozamia mexicana Brongn.
- Ceratozamia microstrobila Vovides & J.D. Rees
- Ceratozamia miqueliana H. Wendl.
- Ceratozamia mirandae Vovides, Pérez-Farr. & Iglesias
- Ceratozamia mixeorum Chemnick, T.J. Greg. & Salas-Mor.
- Ceratozamia morettii Vázq. Torres & Vovides
- Ceratozamia norstogii D.W. Stev.
- Ceratozamia robusta Miq.
- Ceratozamia sabatoi Vovides, Vázq. Torres, Schutzman & Iglesias
- Ceratozamia santillanii Pérez-Farr. & Vovides
- Ceratozamia vovidesii Pérez-Farr. & Iglesias
- Ceratozamia whitelockiana Chemnick & T.J. Greg.
- Ceratozamia zaragozae Medellín-Leal
- Ceratozamia zoquorum Pérez-Farr., Vovides & Iglesias

Selon World Checklist of Selected Plant Families (WCSP) (10 octobre 2019) :
- Ceratozamia alvarezii Pérez-Farr., Vovides & Iglesias (1999)
- Ceratozamia becerrae Pérez-Farr., Vovides & Schutzman (2004)
- Ceratozamia brevifrons Miq. (1848)
- Ceratozamia chamberlainii Mart.-Domínguez, Nic.-Mor. & D.W.Stev. (2017)
- Ceratozamia chimalapensis Pérez-Farr. & Vovides (2008)
- Ceratozamia decumbens Vovides, Avendaño, Pérez-Farr. & Gonz.-Astorga (2008)
- Ceratozamia delucana Vázq.Torres, A.Moretti & Carv.-Hern. (2008-2009 publ. 2013)
- Ceratozamia euryphyllidia Vázq.Torres, Sabato & D.W.Stev. (1986)
- Ceratozamia fuscoviridis W.Bull (1879)
- Ceratozamia hildae G.P.Landry & M.C.Wilson (1979)
- Ceratozamia hondurensis J.L.Haynes, Whitelock, Schutzman & R.S.Adams (2008)
- Ceratozamia huastecorum Avendaño, Vovides & Cast.-Campos (2003)
- Ceratozamia kuesteriana Regel (1857)
- Ceratozamia latifolia Miq. (1848)
- Ceratozamia matudae Lundell (1939)
- Ceratozamia mexicana Brongn., Ann. Sci. Nat., Bot., sér. 3 (1846)
  - variété Ceratozamia mexicana var. tenuis Dyer, Biol. Cent.-Amer. (1884)
- Ceratozamia miqueliana H.Wendl. (1854)
- Ceratozamia mirandae Vovides, Pérez-Farr., Iglesias (2001)
- Ceratozamia mixeorum Chemnick, T.J.Greg. & Salas-Mor. (1997)
- Ceratozamia morettii Vázq.Torres & Vovides (1998)
- Ceratozamia norstogii D.W.Stev. (1982)
- Ceratozamia robusta Miq. (1848)
- Ceratozamia sabatoi Vovides, Vázq.Torres, Schutzman & Iglesias (1993)
- Ceratozamia santillanii Pérez-Farr. & Vovides (2009)
- Ceratozamia subroseophylla Mart.-Domínguez & Nic.-Mor. (2016)
- Ceratozamia totonacorum Mart.-Domínguez & Nic.-Mor. (2017)
- Ceratozamia vovidesii Pérez-Farr. & Iglesias (2007)
- Ceratozamia whitelockiana Chemnick & T.J.Greg. (1995 publ. 1996)
- Ceratozamia zaragozae Medellín (1963)
- Ceratozamia zoquorum Pérez-Farr., Vovides, Iglesias (2001)

Selon The Plant List (10 octobre 2019) :
- Ceratozamia alvarezii Perez-Farrera, Vovides & Iglesias
- Ceratozamia becerrae Pérez-Farr., Vovides & Schutzman
- Ceratozamia chimalapensis Pérez-Farr. & Vovides
- Ceratozamia decumbens Vovides, Avendaño, Pérez-Farr. & Gonz.-Astorga
- Ceratozamia euryphyllidia Vázq.Torres, Sabato & D.W.Stev.
- Ceratozamia hildae G.P.Landry & M.C.Wilson
- Ceratozamia hondurensis J.L.Haynes, Whitelock, Schutzman & R.S.Adams
- Ceratozamia huastecorum Avendaño, Vovides & Cast.-Campos
- Ceratozamia kuesteriana Regel
- Ceratozamia latifolia Miq.
- Ceratozamia matudae Lundell
- Ceratozamia mexicana Brongn.
- Ceratozamia microstrobila Vovides & J.D.Rees
- Ceratozamia miqueliana H.Wendl.
- Ceratozamia mirandae Vovides, Pérez-Farr., Iglesias
- Ceratozamia mixeorum Chemnick, D.P.Greg. & S.Salas-Morales
- Ceratozamia morettii Vázq.Torres & Vovides
- Ceratozamia norstogii D.W.Stev.
- Ceratozamia robusta Miq.
- Ceratozamia sabatoi Vovides & al.
- Ceratozamia santillanii Pérez-Farrera & Vovides
- Ceratozamia vovidesii Pérez-Farr. & Iglesias
- Ceratozamia whitelockiana Chemnick & T.J.Greg.
- Ceratozamia zaragozae Medellín
- Ceratozamia zoquorum Pérez-Farr., Vovides, Iglesias

Selon Tropicos (10 octobre 2019) (Attention liste brute contenant possiblement des synonymes) :
- Ceratozamia alvarezii Pérez-Farr., Vovides & Iglesias
- Ceratozamia becerrae Pérez-Farr., Vovides & Schutzman
- Ceratozamia boliviana Brongn.
- Ceratozamia brevifolia Miq.
- Ceratozamia brevifrons Miq.
- Ceratozamia brevifrons × robusta
- Ceratozamia chamberlainii Mart.-Domínguez, Nic.-Mor. & D.W. Stev.
- Ceratozamia chimalapensis Pérez-Farr. & Vovides
- Ceratozamia decumbens Vovides, Avendaño, Pérez-Farr. & J. González-Astorga
- Ceratozamia delucana Vázq. Torres, A. Moretti & Carv.-Hern.
- Ceratozamia euryphyllidia Vázq. Torres, Sabato & D.W. Stev.
- Ceratozamia fuscoviridis S. Moore
- Ceratozamia hildae G.P. Landry & M.C. Wilson
- Ceratozamia hondurensis J.L. Haynes, Whitelock, Schutzman & R.S. Adams
- Ceratozamia huastecorum Avendaño, Vovides & Cast.-Campos
- Ceratozamia intermedia Miq.
- Ceratozamia katzeriana Regel
- Ceratozamia kuesteriana Regel
- Ceratozamia latifolia Miq.
- Ceratozamia longifolia Miq.
- Ceratozamia matudae Lundell
- Ceratozamia mexicana Brongn.
- Ceratozamia microstrobila Vovides & J.D. Rees
- Ceratozamia miqueliana H. Wendl.
- Ceratozamia mirandae Vovides, Pérez-Farr. & Iglesias
- Ceratozamia mixeorum Chemnick, T.J. Greg. & Salas-Mor.
- Ceratozamia morettii Vázq. Torres & Vovides
- Ceratozamia norstogii D.W. Stev.
- Ceratozamia purpurea Matte
- Ceratozamia robusta Miq.
- Ceratozamia sabatoi Vovides, Vázq. Torres, Schutzman & Iglesias
- Ceratozamia santillanii Pérez-Farr. & Vovides
- Ceratozamia subroseophylla Mart.-Domínguez & Nic.-Mor.
- Ceratozamia tenuis (Dyer) D.W. Stev. & Vovides
- Ceratozamia totonacorum Mart.-Domínguez & Nic.-Mor.
- Ceratozamia vovidesii Pérez-Farr. & Iglesias
- Ceratozamia whitelockiana Chemnick & T.J. Greg.
- Ceratozamia zaragozae Medellín-Leal
- Ceratozamia zoquorum Pérez-Farr., Vovides & Iglesias